# L'amour l'emportera

L'amour l'emportera (Lass es Liebe sein) est un téléfilm anglais réalisé par Stefan Bartmann et diffusé en 2009.

## Fiche technique
- Scénario : Gabriele Kister
- Durée : 91 min
- Pays :  Angleterre

## Distribution
- Raphaël Vogt : Tom Richmond
- Janina Flieger : Natalie
- Peter Sattmann : George
- Christoph von Friedl : David Fenner
- Daniela Ziegler : Alicia